# The Cataracs
The Cataracs — американский электро-поп/инди-поп дуэт, сформировавшийся в Беркли, штат Калифорния, состоящий из писателя и вокалиста Дэвида Бенджамина Сингер-Вайна и автора текста, вокалиста и продюсера Найлза «Сирано» Холловел-Дхар (KSHMR).

## История

### Начало карьеры
Члены будущего дуэта познакомились на втором году обучения в средней школе Беркли. В 2003 году они объединились в группу The Cataracs (название придумано по мотивам фразы "Who smoke 'til your eyes get cataracts" (курит так, что на глазах катаракта) из песни Снуп Догга "What's My Name"). Летом 2006 года они выпустили свой первый альбом Technohop Vol. 1. В августе 2006 года группа объединилась с коллективом The Pack для записи сингла "Blueberry afgani". Песня вскоре стала хитом и была выбрана 106 KMEL как «Самый скачиваемый трек недели», и многие музыкальные сайты, такие как The Fader, UK's Hip Hop Connection и XLR8R, высоко оценили ее.
Сингер-Вайн учился в Колумбийском колледже Чикаго, штат Иллинойс. Холловел-Дхар является членом братства "Pi Kappa Phi" в Государственном университете Сан-Франциско. Но чтобы осуществить свои мечты и карьеру в музыке, они оба решили, что им придется бросить школу. Затем дуэт собрал чемоданы и переехал в Лос-Анджелес, штат Калифорния, где они начали работать над музыкальными проектами на постоянной основе. Они создали такие хиты, как «Club Love» и «Baby Baby», последняя из которых была представлена в популярном реалити-шоу "Keeping Up with the Kardashians" в начале 2010 года. К 2007 году они выпустили свой второй альбом Technohop Vol. 2, а в 2008 году вышел их третий альбом The 13th Grade.

### Пик популярности
В новом месте (Мантека, штат Калифорния) они обнаружили Дев, певицу, которая размещала большую часть своих работ на MySpace. Дхар спросил, не хочет ли она спеть для них – так возникла песня «2Nite». The Cataracs вместе с Дев подписали контракт с компанией Indie-Pop, которая также представляла таких музыкантов, как Young L. Позже они подписали контракт с крупной студией Universal Records. Через нее они начали выпускать музыку для таких артистов, как Far East Movement и Glasses Malone. В качестве исполнителей, группа The Cataracs получила признание благодаря своему синглу 2010 года "Club Love", который был популярен в клубах и транслировался на многих различных радиостанциях. Несмотря на такие достижения, Cataracs добились наибольшего успеха с песней «Like a G6», которая была написана Сингер-Вайн/Дхар. Этот трек занял первое место в чартах Billboard. Припев для песни взят из текста песни "Booty Bounce" в исполнении Дев. Дуэт также стал автором песен для нового альбома группы The Pack, (Wolfpack Party).
В начале декабря 2010 года они вместе со Снуп Доггом записали песню «Wet». Он стал главным синглом для его альбома Doggumentary 2011 года.

## Синглы
- The Cataracs feat. Waka Flocka Flame Kaskade — All You (3:18)
- The Cataracs ft. Dev — Top Of The World (3:44)
- The Cataracs feat Dev — Bass Down Low (3:38)
- The Cataracs — Synthesizer (3:38)
- The Cataracs ft. Dev — Sunrise (3:44)
- New Boyz Feat. The Cataracs & Dev — Back Seat (3:45)
- Мартин Сольвейг & The Cataracs feat. Kyle — Hey Now (Original Mix) (3:07)
- Far East Movement — Like a G6 (feat. The Cataracs & Dev) (3:38)
- The Cataracs feat. SkyBlu (LMFAO) — Alcohol Remix

## История
На новом этапе работы они обнаружили певицу Dev, которая разместила свою песню на MySpace. Они попросили о совместной работе, что привело к песне «2Nite». Cataracs, наряду с Dev, стали пользоваться популярностью.